# Farnesejevo gledališče
Farnesejevo gledališče (italijansko Teatro Farnese) je baročno gledališče v Parmi v Italiji. Zgrajeno je bilo med letoma 1617 do 1618 po načrtih Giovannija Battiste Aleottija z okoli 3000 sedeži. Po obsežnem uničenju med drugo svetovno vojno zaradi zavezniškega bombnega napada 13. maja 1944 je bilo ponovno zgrajeno in odprto leta 1962.
Gledališče je postaja na italijanski poti evropskih zgodovinskih gledališč.

## Zgodovina
Ranuccio I. Farnese, vojvoda Parme in Piacenze, je gledališče zgradil v prvem nadstropju palače Pilotta v Parmi v nekdanji turnirski dvorani. Jeseni 1618 je bilo odprto in posvečeno starodavni vojni boginji Belloni in muzam, vendar je bilo deset let neuporabljeno. Prva gledališka predstava je bila 21. decembra 1628 ob poroki Odoarda I. Farneseja, Ranuccevega sina, z Margerito Medičejsko. Uprizorjena je bila predstava Merkur in Marta po libretu Claudia Achillinija in glasbi Claudia Monteverdija: prikazana je bila tudi pomorska bitka. Zaradi velikih izdatkov takih dvornih predstav je bilo do leta 1732 le devet predstav.

## Zgradba
Arhitekt Giovanni Battista Aleotti, imenovan "Argenta" (po rojstnem kraju), se je zgledoval po Olimpijskem gledališču v Vicenzi, ki je delo renesančnega graditelja Andree Palladia iz leta 1580, in Antičnem gledališču v Sabbioneti, zgrajenem med letoma 1588 in 1590, arhitekta  Vincenza Scamozzija.
V 87 m dolgi in 32 m široki dvorani so bile postavljene lesene tribune v obliki črke U, ki so segale 14 vrst v višino do višine 22 m. Prizorišče meri 40 x 12 m. Lesena konstrukcija je bila izdelana v simulaciji marmorja. Figurativno okrasje je ustrezalo kratkotrajni arhitekturi.

## Preporod
Šele pred kratkim, po skoraj treh stoletjih nedejavnosti, je gledališče oživelo. Od leta 2001 teče projekt FarneseShakespeare, ki ga vodita gledališki fundaciji, ki skrbita za praznovanje Verdija. V prvem delu projekta je bila uprizoritev Viharja v režiji Dominiquea Pitoiseta, ki ga je Shakespeare napisal leta 1612, pet let pred koncem graditve Farnesejevega gledališča. Med nastopajočimi so bili Roberto Abbati, Paolo Bonacelli, Nicola Alcozer, Gigi Dall 'Aglio. Uprizoritev gledališke igre Kakor vam drago je bil drugi del projekta, režiral jo je Gigi Dall 'Aglia, igrali so Elisabetta Pozzi, Francesco Migliaccio, Vittorio Franceschi, Umberto Bortolani, Paolo Bocelli. 
20. junija 2002 je bil uprizorjen Hamlet v režiji Walterja Le Molija in v prevodu Luce Fontane. Nastopali so Elisabetta Pozzi, Mauro Avogadrove, Mariangela D'Abbraccio, Giovanna Di Rauso, Cosimo Cinieri, Roberto Abbati, Giancarlo Condè, Francesco Migliaccio, Gigi Dall'Aglio, Ruggero Cara, Nicola Alcozer.
24. junija 2003 je Luca Ronconi predstavil elizabetinsko besedilo Škoda, da je bila kurba Johna Forda. Predstava je bila v dveh različicah: ena z znanimi igralci (Luciano Roman, Laura Pasetti, Giovanni Crippa, Riccardo Bini, Pia Lanciotti, Barbara Valmorin) in druga s samimi mladimi moškimi tako kot v elizabetinskem obdobju (Raffaele Esposito, Simone Toni, Francesco Martino, Nicola Russo).
Prva izvedba pred 1500 gledalci je bila 12. junija 2011, maestro Claudio Abbado je dirigiral svojemu Mozartovemu orkestru.
6. in 10. oktobra 2011 sta bili v gledališču uprizorjeni Verdijevi operi Rekvijem in Falstaff.